# Hors-jeu (football américain)
Le hors-jeu ou offside est une faute mineure en football américain.
Cette faute est commise par un défenseur qui franchit la ligne d'engagement (line of scrimmage) avant que l'action ne débute (avant le snap).
Cinq yards sont alloués à l'attaque et le down est rejoué.
Cette faute se produit simultanément avec le snap. Contrairement aux joueurs offensifs, les joueurs défensifs ne sont pas obligés de se positionner avant le snap (ils peuvent bouger). Si un défenseur passe la ligne d'engagement mais revient du bon côté avant que l'attaque n'ait pris position pour le snap, il n'y a pas de faute. 
Dans le cas d'un hors-jeu, l'action n'est pas arrêtée par les arbitres (elle est signalée par le jet d'un drapeau jaune de pénalité) et la faute est annoncée à la fin du jeu. Les médias couvrant les matchs appellent cela un free play (jeu gratuit) car l'équipe non fautive peut décliner la pénalité et conserver la partie de terrain gagné au terme du jeu (s'il n'y a pas de gain de terrain substantiel, l'équipe non fautive peut accepter la pénalité et reprendre possession du ballon). Cela ne peut se faire lors d'un faux départ de l'attaque (false start) puisque le jeu est directement arrêté par les officiels.
Cette faute est donc presque toujours commise par la défense (tout joueur offensif qui entre dans la zone neutre avant le snap serait accusé d'un faux départ). Cependant, il est possible que l'attaque commette cette faute si un joueur de l'attaque s'aligne (mal) dans la zone neutre. Le hors-jeu est alors prononcé contre lui. 
Si un défenseur devance le snap et fait bouger le joueur de l'attaque, la défense sera pénalisée d'un offside.
Si un défenseur surgit trop tôt et touche le joueur de l'attaque, il commet la faute dite d'encroachment.